# Пагода Лонгшон
Пагода Лонгшон (вьет. Chùa Long Sơn ) — главный буддийский храм провинции Кханьхоа, расположенный в Нячанге, юг Вьетнама. Ранее носила название «Данг Лонг Ту» (Đặng Long Tú — «медленно летящий дракон»), но после урагана 1900 года, который почти полностью разрушил пагоду, была перенесена в центр города к подножию горы и получила новое нынешнее название.

## История
Пагода была построена в 1886 году руководителем общины Тхить Нго Ти (Thích Ngộ Chí). Однако в 1900 году была сильно повреждена сильным ураганом, впоследствии перенесена к подножию горы Чайтхюи и восстановлена.

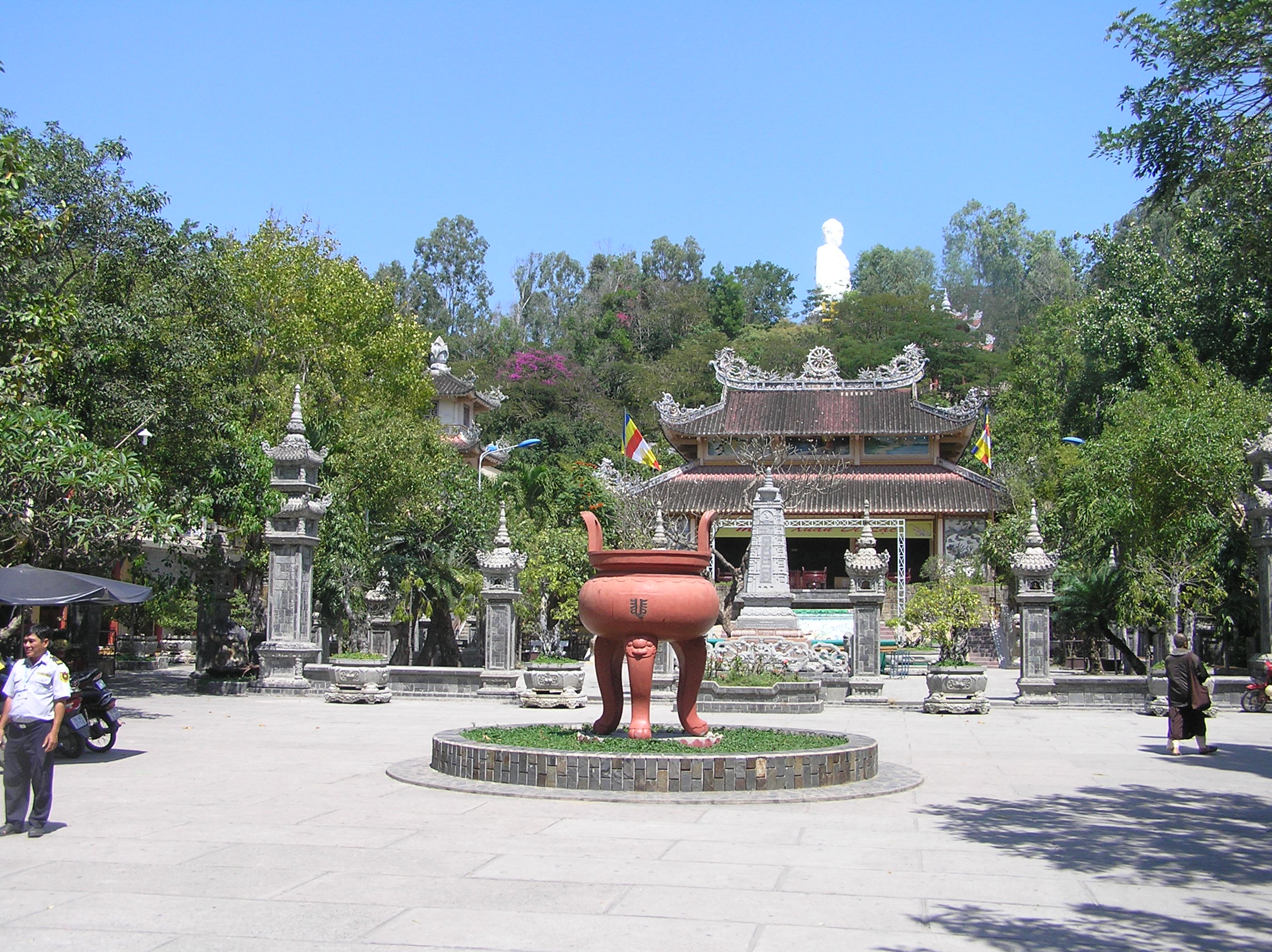
Внутренний двор Пагоды Лонгшон

В 1940 году пагода была отреставрирована и расширена под руководством монахов Тхить Тон Тхат Куена (Thích Tôn Thất Quyền) и Во Динь Тхюи (Võ Đình Thụy).
В 1968 году черепица храма была сильно повреждена во время войны во Вьетнаме. В 1971 году была организована программа капитальных работ по восстановлению храма, которая была на 60 % завершена в соответствии с планами, но остановлена в связи со взятием Сайгона и всего Южного Вьетнама коммунистами.
Из пагоды Лонгшон есть дорога, расположенная вдоль холма и ведущая к пагоде Хайдык (часть комплекса пагоды Лонгшон), она ведет прямо к бетонной статуе Будды. Статуя Будды установлена в 1965 году. Высота статуи от земли — 24 метра, от основания — 21 метр, высота Будды — 14 метров, а лотоса, на котором он сидит — 7 метров. Вокруг статуи находятся 7 фигур архатов. Перед статуей находятся две скульптуры драконов длиной 7,20 метра.
Вход и крыши украшены стеклянно-керамической мозаикой с изображением дракона. Главный церемониальный зал украшен изображениями с современными интерпретациями классических мотивов.
Чтобы подняться к статуе Будды, нужно преодолеть 152 каменные ступеньки.

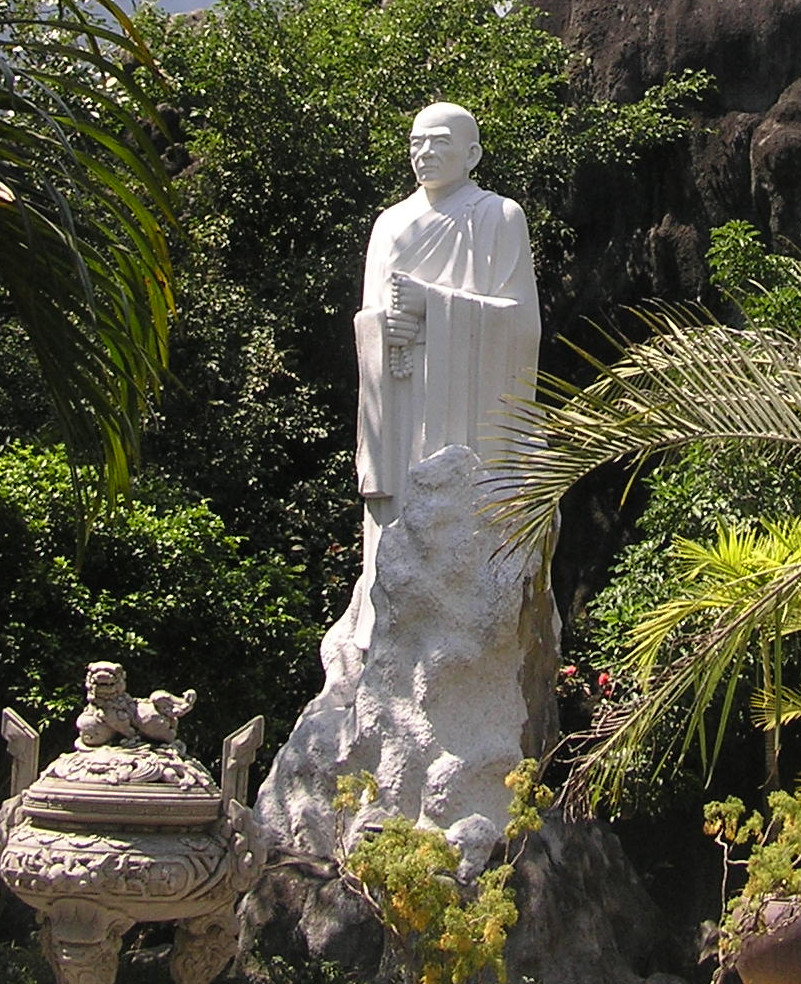
Статуя монаха Тхить Куанг Дыка во дворе пагоды Лонгшон

Кроме статуи Будды, сидящего на лотосе, на территории комплекса есть также статуя Будды лежащего (умиротворённого).
На территории пагоды также есть небольшой сад с искусственными водоемами и буддийская школа, действующий монастырь, и постоянно проходят богослужения.